# Forte e Jardins de Shalimar em Lahore

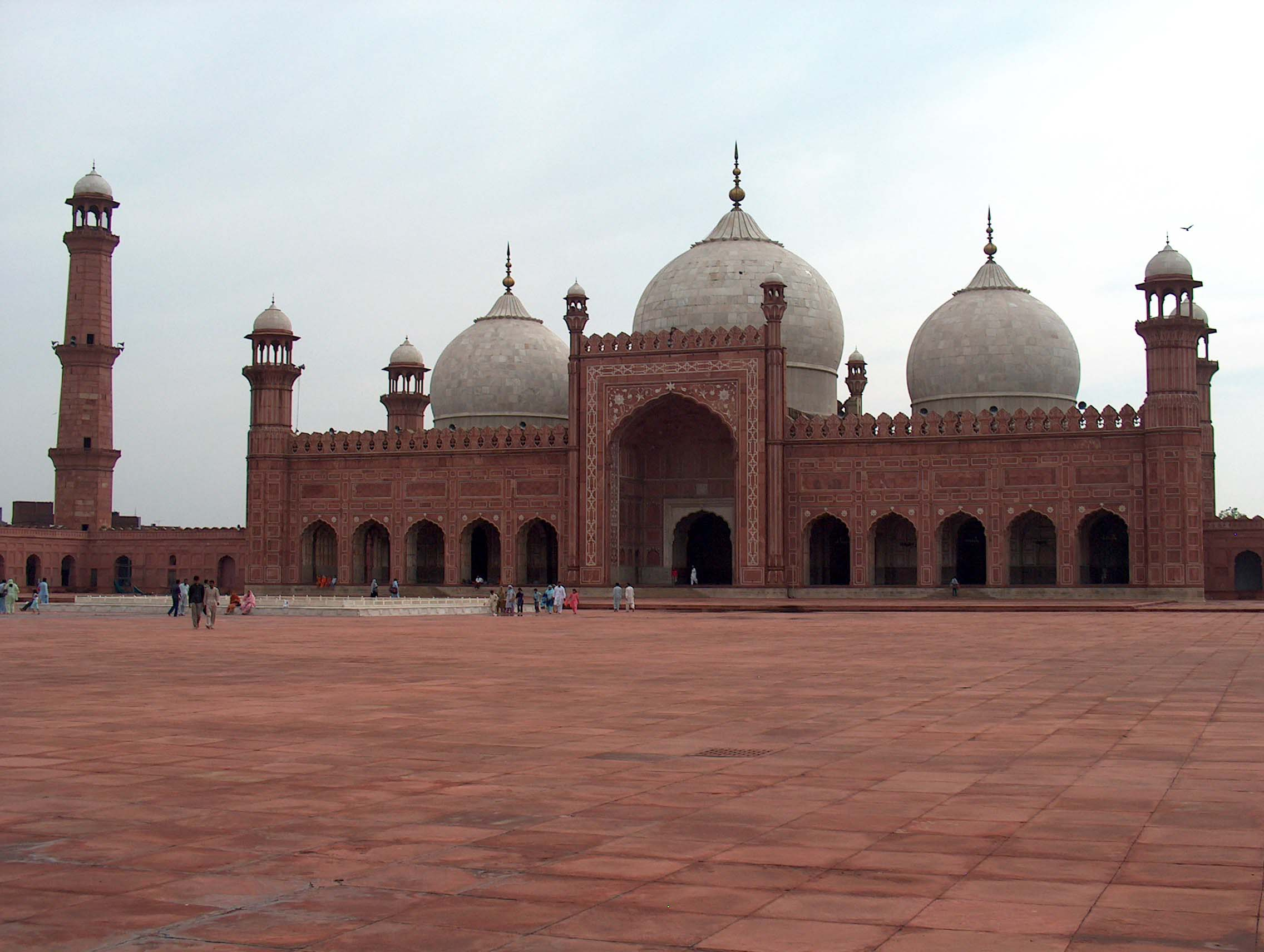
Mesquita de Badshashi

O Complexo do Forte e jardins de Shalimar, em Lahore, Paquistão, é formado por edifícios construídos entre 1641 e 1642 pelo imperador muçulmano Shah Jahan, da dinastia mogol. Faz parte da lista de Património Mundial da Humanidade pela Unesco desde 1981.
Tal como o Taj Mahal, os jardins foram construídos em honra da sua esposa favorita, Mumtaz Mahal, falecida durante o parto do seu 14º filho.

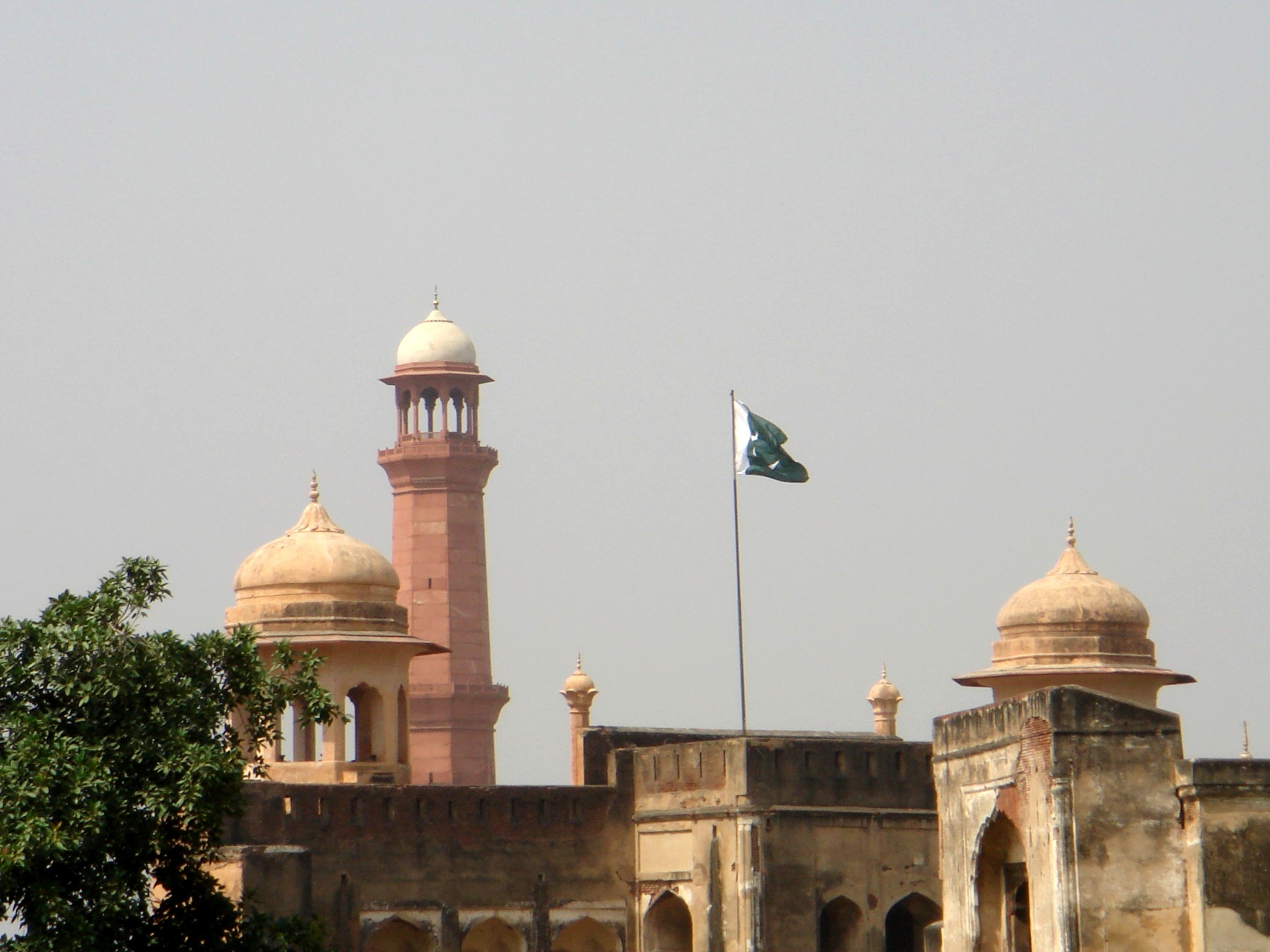
Forte de Shalimar

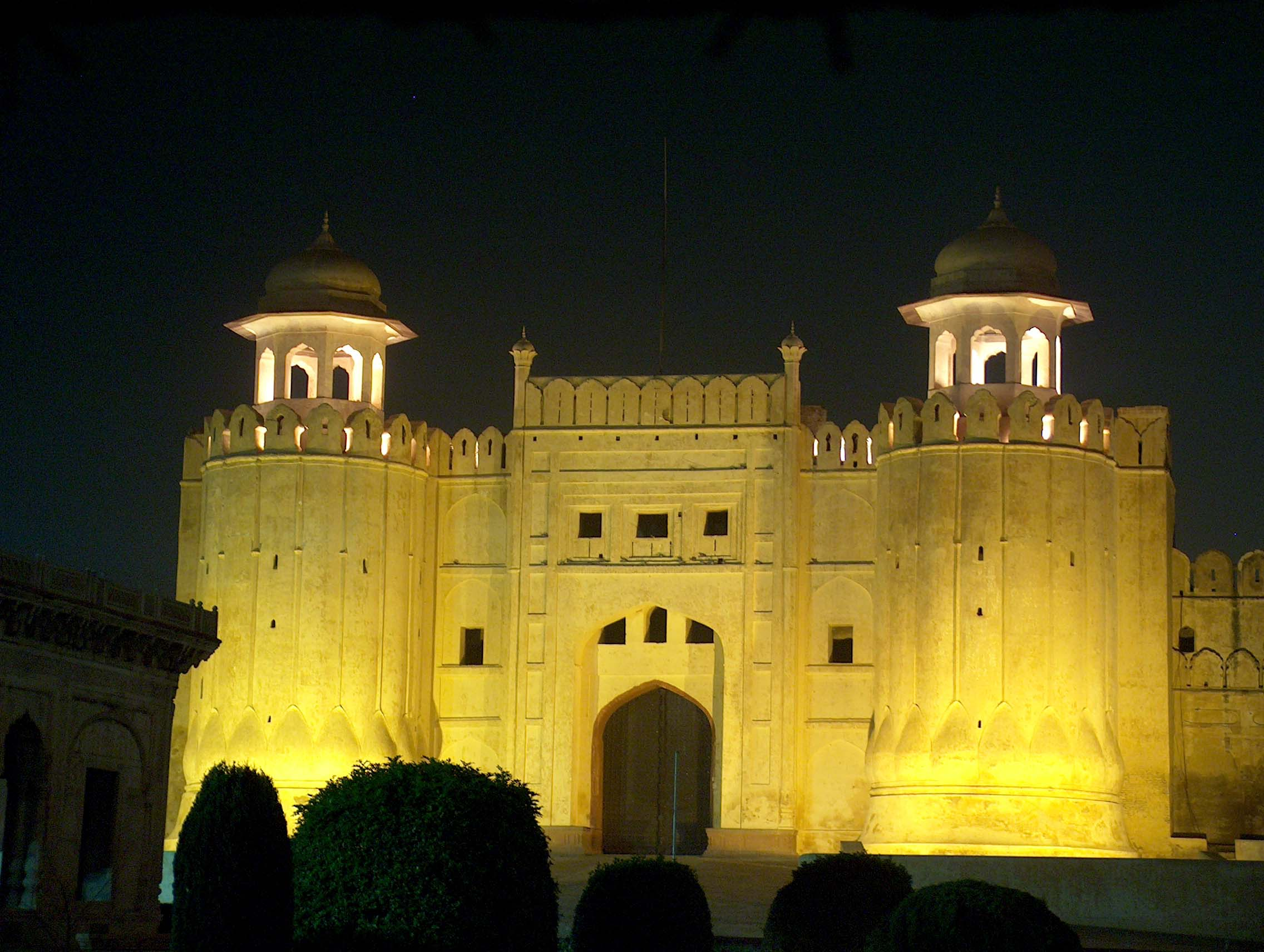
O Portão de Alamgiri, a principal entrada, à noite

O imponente Forte de Lahore, construído em arenito vermelho, tal como a mesquita de Badshahi mesmo em frente, são duas das mais belas construções de traça tipicamente mongol que podemos encontrar. Os seus portais decorados com azulejos e pedras semipreciosas, o Shish Mahal, decorado com mosaicos de espelhos, pátios, fontes e janelas em pedra lavrada, são de uma delicadeza única. Os Jardins de Shalimar, para além de árvores e flores, possuem lagos com repuxos e pequenos pavilhões sombrios.
Os jardins e o forte datam ambos do século XVII, e combinam influências hindus e persas, num estilo muito próprio criado pelos imperadores mongóis, que reinaram sobre parte do Paquistão e da Índia entre os séculos XVI e XVIII. Lahore foi a corte do imperador Shah Jahan, e a sua obra-prima o famoso Taj Mahal, refinamento supremo do estilo arquitectónico mongol que podemos encontrar nestes monumentos. A construção de uma estrada ameaça os jardins e os seus muros, levando à inclusão do sítio na lista do Património Mundial em perigo em 2000.